# The X Factor (Regno Unito)
The X Factor UK è stata la versione originale britannica del format televisivo ideato da Simon Cowell, andata in onda dal 2004 al 2018 sulla rete televisiva ITV.

## Il programma
Il programma consiste in una gara ad eliminazione tra talenti canori divisi in tre categorie: 16-24 (sono i concorrenti uomini e donne di età compresa tra i 16 e i 24 anni); 25+ (sono i concorrenti uomini e donne di età superiore ai 25 anni); Gruppi vocali. A partire dalla quarta edizione le categorie diventano quattro: Ragazzi 16-24; Ragazze 16-24; 25+; Gruppi vocali. Ciascuna categoria viene guidata da una personalità della musica o dell'industria discografica che ricopre il ruolo di giudice.
A differenza della versione italiana, il talent dalla quattordicesima stagione, viene mandato in onda due volte a settimana: il sabato e la domenica, in prima serata.

### Conduzione
Dal 2004 al 2006 il programma viene condotto da Kate Thornton, dal 2007 fino alla chiusura viene condotto da Dermot O'Leary, tranne per l'edizione del 2015, che è stata condotta da Olly Murs e Caroline Flack.

### Giudici
Nel corso degli anni ci sono stati vari cambiamenti di giudici. Nelle prime tre edizioni questo ruolo è ricoperto da Simon Cowell, Louis Walsh e Sharon Osbourne. Dalla quarta edizione i giudici diventano quattro, così a Cowell, Walsh e Osbourne si aggiunge Dannii Minogue.
In seguito all'abbandono della Osbourne, nella quinta, sesta e settima edizione i giudici sono Cowell, Walsh, Minogue e Cheryl Cole. Nell'ottava edizione, Cowell, Minogue e Cole vengono sostituiti da Gary Barlow, Tulisa Contostavlos e Kelly Rowland che vanno a costituire la nuova giuria insieme al confermato Walsh. Nella nona edizione, con l'abbandono della Rowland, c'è un nuovo cambio di giuria, infatti ai confermati Walsh, Barlow e Contostavlos si affianca Nicole Scherzinger.
Nella decima edizione c'è il ritorno in giuria di Sharon Osbourne che sostituisce la Contostavlos ed affianca i confermati Walsh, Barlow e Scherzinger.
Nell'undicesima edizione rimane Walsh, arriva Mel B e tornano Cheryl Cole e Simon Cowell.
Nella dodicesima edizione rimangono Cowell e Cheryl, mentre arrivano Rita Ora e Nick Grimshaw.
Nell'ultima edizione Simon Cowell resta con Louis Tomlinson, Robbie Williams e la moglie.

#### Tabella riassuntiva
| Giudice             | Stagione | Stagione | Stagione | Stagione | Stagione | Stagione | Stagione | Stagione | Stagione | Stagione | Stagione | Stagione | Stagione | Stagione | Stagione | Stagione |
| Giudice             | 1        | 2        | 3        | 4        | 5        | 6        | 7        | 8        | 9        | 10       | 11       | 12       | 13       | 14       | 15       | Totale   |
| Louis Walsh         | PRESENTE | PRESENTE | PRESENTE | PRESENTE | PRESENTE | PRESENTE | PRESENTE | PRESENTE | PRESENTE | PRESENTE | PRESENTE |          | PRESENTE | PRESENTE |          | 13       |
| Simon Cowell        | PRESENTE | PRESENTE | PRESENTE | PRESENTE | PRESENTE | PRESENTE | PRESENTE |          |          |          | PRESENTE | PRESENTE | PRESENTE | PRESENTE | PRESENTE | 12       |
| Sharon Osbourne     | PRESENTE | PRESENTE | PRESENTE | PRESENTE |          |          |          |          |          | PRESENTE |          |          | PRESENTE | PRESENTE |          | 7        |
| Nicole Scherzinger  |          |          |          |          |          |          |          |          | PRESENTE | PRESENTE |          |          | PRESENTE | PRESENTE |          | 4        |
| Cheryl Cole         |          |          |          |          | PRESENTE | PRESENTE | PRESENTE |          |          |          | PRESENTE | PRESENTE |          |          |          | 5        |
| Gary Barlow         |          |          |          |          |          |          |          | PRESENTE | PRESENTE | PRESENTE |          |          |          |          |          | 3        |
| Tulisa Contostavlos |          |          |          |          |          |          |          | PRESENTE | PRESENTE |          |          |          |          |          |          | 2        |
| Dannii Minogue      |          |          |          | PRESENTE | PRESENTE | PRESENTE | PRESENTE |          |          |          |          |          |          |          |          | 4        |
| Kelly Rowland       |          |          |          |          |          |          |          | PRESENTE |          |          |          |          |          |          |          | 1        |
| Mel B               |          |          |          |          |          |          |          |          |          |          | PRESENTE |          |          |          |          | 1        |
| Rita Ora            |          |          |          |          |          |          |          |          |          |          |          | PRESENTE |          |          |          | 1        |
| Nick Grimshaw       | PRESENTE |          |          |          |          |          |          |          |          |          |          |          |          |          |          | 1        |
| Louis Tomlinson     |          |          |          |          |          |          |          |          |          |          |          |          |          |          | PRESENTE | 1        |
| Robbie Williams     | PRESENTE |          |          |          |          |          |          |          |          |          |          |          |          |          |          | 1        |
| Ayda Field          | PRESENTE |          |          |          |          |          |          |          |          |          |          |          |          |          |          | 1        |

## Edizioni
Dal 2004 al 2018 sono state prodotte quindici edizioni (oltre ad un'edizione speciale per vip andata in onda nel 2006).
I vincitori per edizione sono:
- 1ª edizione: Steve Brookstein (25+);
- 2ª edizione: Shayne Ward (16-24);
- 3ª edizione: Leona Lewis (16-24);
- 4ª edizione: Leon Jackson (Ragazzi 16-24);
- 5ª edizione: Alexandra Burke (Ragazze 16-24);
- 6ª edizione: Joe McElderry (Ragazzi 16-24).
- 7ª edizione: Matt Cardle (Ragazzi 16-27)
- 8ª edizione: Little Mix (Gruppi Vocali)
- 9ª edizione: James Arthur (Ragazzi 16-24)
- 10ª edizione: Sam Bailey (25+)
- 11ª edizione: Ben Haenow (25+)
- 12ª edizione: Louisa Johnson (Ragazze 16-24)
- 13ª edizione: Matt Terry (Ragazzi 16-24)
- 14ª edizione: Rak-Su (Gruppi Vocali)
- 15ª edizione: Dalton Harris (Ragazzi 16-24)

Edizione vip:
- Lucy Benjamin

### Tabella riassuntiva
- In celeste
Partecipante nella categoria Ragazzi o concorrente uomo della categoria 16-24
- In rosa
Partecipante nella categoria Ragazze o concorrente donna della categoria 16-24
- In verde
Partecipante nella categoria 25+ o 28+
- In giallo
Partecipante nella categoria Gruppi Vocali

| Edizione        | Rete | Inizio           | Finale           | Vincitore        | Secondo classificato | Terzo classificato  | Presentatore               | Giudici                                                        | Giudici d'eccezione |
| --------------- | ---- | ---------------- | ---------------- | ---------------- | -------------------- | ------------------- | -------------------------- | -------------------------------------------------------------- | --- |
| Prima           | ITV  | 4 settembre 2004 | 11 dicembre 2004 | Steve Brookstein | G4                   | Tabby Callaghan     | Kate Thornton              | Simon Cowell Sharon Osbourne Louis Walsh                       | Nessuno |
| Seconda         | ITV  | 20 agosto 2005   | 17 dicembre 2005 | Shayne Ward      | Andy Abraham         | Journey South       | Kate Thornton              | Simon Cowell Sharon Osbourne Louis Walsh                       | Nessuno |
| Terza           | ITV  | 19 agosto 2006   | 16 dicembre 2006 | Leona Lewis      | Ray Quinn            | Ben Mills           | Kate Thornton              | Simon Cowell Sharon Osbourne Louis Walsh                       | Paula Abdul (audizioni di Londra) |
| Quarta          | ITV  | 18 agosto 2007   | 15 dicembre 2007 | Leon Jackson     | Rhydian Roberts      | Same Difference     | Dermot O'Leary             | Simon Cowell Sharon Osbourne Louis Walsh Dannii Minogue        | Brian Friedman (audizioni di Londra; era stato originariamente scelto come nuovo giudice) |
| Quinta          | ITV  | 16 agosto 2008   | 13 dicembre 2008 | Alexandra Burke  | JLS                  | Eoghan Quigg        | Dermot O'Leary             | Simon Cowell Dannii Minogue Louis Walsh Cheryl Cole            | Nessuno |
| Sesta           | ITV  | 22 agosto 2009   | 13 dicembre 2009 | Joe McElderry    | Olly Murs            | Stacey Solomon      | Dermot O'Leary             | Simon Cowell Dannii Minogue Louis Walsh Cheryl Cole            | Nessuno |
| Settima         | ITV  | 21 agosto 2010   | 12 dicembre 2010 | Matt Cardle      | Rebecca Ferguson     | One Direction       | Dermot O'Leary             | Simon Cowell Dannii Minogue Louis Walsh Cheryl Cole            | Geri Halliwell (audizioni di Glasgow) Natalie Imbruglia (audizioni di Birmingham) Katy Perry (audizioni di Dublino) Pixie Lott (audizioni di Cardiff) Nicole Scherzinger (audizioni di Manchester, bootcamp) |
| Ottava          | ITV  | 20 agosto 2011   | 11 dicembre 2011 | Little Mix       | Marcus Collins       | Amelia Lily         | Dermot O'Leary             | Louis Walsh Gary Barlow Kelly Rowland Tulisa Contostavlos      | Alexandra Burke (4ª puntata) |
| Nona            | ITV  | 18 agosto 2012   | 9 dicembre 2012  | James Arthur     | Jahméne Douglas      | Christopher Maloney | Dermot O'Leary             | Nicole Scherzinger Gary Barlow Louis Walsh Tulisa Contostavlos | Geri Halliwell Leona Lewis Rita Ora Melanie Brown Anastacia |
| Decima          | ITV  | 31 agosto 2013   | 15 dicembre 2013 | Sam Bailey       | Nicholas McDonald    | Luke Friend         | Dermot O'Leary             | Nicole Scherzinger Sharon Osbourne Louis Walsh Gary Barlow     | Nessuno |
| Undicesima      | ITV  | 30 agosto 2014   | 14 dicembre 2014 | Ben Haenow       | Fleur East           | Andrea Faustini     | Dermot O'Leary             | Louis Walsh Cheryl Cole Simon Cowell Mel B                     | Nessuno |
| Dodicesima      | ITV  | 29 agosto 2015   | 13 dicembre 2015 | Louisa Johnson   | Reggie 'n' Bollie    | Ché Chesterman      | Olly Murs e Caroline Flack | Rita Ora Cheryl Cole Nick Grimshaw Simon Cowell                | Nessuno |
| Tredicesima     | ITV  | 27 agosto 2016   | 11 dicembre 2016 | Matt Terry       | Saara Aalto          | 5 After Midnight    | Dermot O'Leary             | Simon Cowell Sharon Osbourne Louis Walsh Nicole Scherzinger    | Mel B (audizioni di Londra) |
| Quattordicesima | ITV  | 1 settembre 2017 | 3 dicembre 2017  | Rak-Su           | Grace Davies         | Kevin Davy White    | Dermot O'Leary             | Simon Cowell Sharon Osbourne Louis Walsh Nicole Scherzinger    | Alesha Dixon (audizioni di Manchester) |
| Quindicesima    | ITV  | 1 settembre 2018 | 2 dicembre 2018  | Dalton Harris    | Scarlett Lee         | Anthony Russell     | Dermot O'Leary             | Simon Cowell Louis Tomlinson Ayda Field Robbie Williams        | Nile Rodgers (3°,4°,5° live per sostituire Robbie Williams) |

#### Sponsor
- Nokia (2004-2006)
- The Carphone Warehouse (2007-2008)
- Talk Talk (2009-2016)
- Just Eat (2017-2018)

## Distribuzione internazionale
- Italia: Il programma viene trasmesso dalla sua undicesima edizione, nel 2015, su Sky Uno e in chiaro su TV8.

Tramite il programma, hanno ottenuto il successo a livello mondiale: Leona Lewis (vincitrice della terza edizione), Rebecca Ferguson (seconda classificata della settima edizione), le Little Mix (vincitrici dell'ottava edizione) e il gruppo degli One Direction (terzi classificati della settima edizione).
Altri talenti che hanno ottenuto successo in patria e si sono fatti conoscere a livello internazionale sono Alexandra Burke (vincitrice della quinta edizione), JLS (secondi classificati della quinta edizione), Olly Murs (secondo classificato della sesta edizione), Ruth Lorenzo (quinta classificata della quinta edizione), Cher Lloyd (quarta classificata della settima edizione), Ella Henderson (sesta classificata della nona edizione) e Saara Aalto (seconda classificata della tredicesima edizione).
Hanno debuttato nel mondo della musica anche Blonde Electra (sedicesime classificate dell'undicesima edizione), Misha B (quarta classificata della ottava edizione), Janet Devlin (quinta classificata della ottava edizione), Amelia Lily (terza classificata della ottava edizione) e Lauren Platt (quarta classificata dell'undicesima edizione).